# Gibon hainanský
Gibon hainanský (Nomascus hainanus; historicky považován také za poddruh gibona černochocholatého [Nomascus nasutus] nebo gibona černého [Nomascus concolor]) je druh gibonovité opice, která se přirozeně vyskytuje pouze v Národní přírodní rezervaci Bawangling na čínském ostrově Chaj-nan (Hainan). Jedná se o kriticky ohrožený druh, nejvzácnějšího primáta na světě a podle některých (BBC, Animal Diversity Web) i o nejvzácnějšího savce vůbec, jenž balancuje na hranici vymření.

## Popis a chování
Gibon hainanský váží asi 5,8 až 10 kg. Samice mají nahnědlou srst, s černými chlupy na končetinách u starších jedinců, samci a nedospělí jedinci jsou černě zbarvení. Oběma pohlavím vytváří srst na hlavě velký hřeben. Gibon hainanský se živí hlavně plody, například fíky nebo liči. Příbuzné druhy vyhledávají také hmyz nebo semínka.
Gibon hainanský žije ve skupinách tvořených samicemi s mláďaty a nedospělými jedinci. Samci žijí solitérně, příležitostně se však ke skupinám mohou připojit. Samice se rozmnožují každé dva roky, přičemž rodí jediné mládě, jež je na matce prvního 1,5 roku závislé. I po této době však nějakou dobu zůstává v rodné skupině. Délka generace činí asi 15 let. Délka života nebyla zjištěna.

## Životní prostředí
Gibon hainanský obývá pouze horské deštné pralesy Chaj-nanu v nadmořské výšce 650 až 1200 metrů, všechny nížinné lesy totiž byly vymýceny. Mezinárodní svaz ochrany přírody (IUCN) uvádí ve svém vyhodnocení stavu druhu k roku 2020 pokles populací o 80 % za posledních 45 let, především následkem lovu a ztráty stanovišť. Na konci 50. let 20. století byla velikost populace na Chaj-nanu odhadována na asi 2 000 jedinců. Do roku 1989 byl však následkem ohrožujících faktorů gibon zatlačen pouze na území Bawanglingu, kde přežívalo asi 21 jedinců ve čtyřech skupinách.

## Ohrožení
IUCN současnou velikost populace hodnotí na víc než 25 jedinců. Stav této populace je relativně stabilní, avšak stále je ohrožena kvůli lidským činnostem, a vzhledem ke své velikosti ji může vyhubit i ekologická katastrofa nebo problémy způsobené inbreedingem. Druh je globálně chráněn úmluvou CITES, příloha I., lokální snahy o zachování se soustředí na monitorování populací, obnovu narušených lesů a zapojování místních komunit. Pro rozšiřování populací je nezbytná ochrana a rozšiřování přilehlých lesních stanovišť. Ve volné přírodě se gibon hainanský rozmnožuje celkem úspěšně, proto chov v zajetí nebyl doporučen vzhledem k rizikům na volně žijící populaci.